# Homomorfismo de grupos
Em matemática, um homomorfismo de grupos é uma função entre dois grupos que preserva as operações binárias.
Sejam (G,*) e (H,{\displaystyle \diamond }) grupos, e f uma função de domínio G e contra-domínio H. Então f é um homomorfismo de grupos se, e somente se:
{\displaystyle \forall x,y\in G,f(x*y)=f(x)\diamond f(y)}
- Wikilivros